# 田口俊
田口 俊（たぐち しゅん、1955年5月12日 - ）は、岐阜県生まれ大阪府育ちの作詞家、シンガーソングライター、音楽プロデューサーである。1979年にCBS・ソニーと契約し、1980年に歌手デビューし、7枚のアルバムを発表した。1982年からは作詞家として、南野陽子、中山美穂、杉山清貴、少年隊、クリスタル・ケイをはじめとする多くのアーティストに楽曲提供している。
現在は主にプログレッシブ・ロック・バンドYuka & Chronoshipのプロデューサー兼ベーシストとして活動している。

## 来歴
- 1979年　ビクター・オリジナルソングコンテストの全国大会で優勝し、CBS・ソニーと契約。
- 1980年　CBS・ソニーよりロック・バンド「LORELEI（ローレライ）」でデビュー。バンドではギター・ボーカルの他に作詞、作曲、編曲も担当していた。
- 1982年　バンド活動と並行して松任谷正隆のプロデュースによる須藤薫、麗美などのアルバムで作詞家としてデビュー。
- 〜1991年　ほどなくLORELEIは解散するが、その後、REICO（ビクター）、難波弘之とSENSE OF WONDER（BMGビクター）、小柴大造とWATER CLUB BAND（vap）を組み、合計7枚のアルバムを発表。
- 1987年　プリンセス プリンセスのデビューアルバム『TELEPORTATION』のアドバイザーをきっかけに、音楽プロデューサーとしても活動を開始。
- 1988年　作詞家として年間売上1位を記録。FNS歌謡祭最優秀作詞家賞、銀座音楽祭最優秀作詞家賞を受賞。
- 1989年　ゴールドディスク大賞ベストシングル賞を受賞。
- 1991年　J.A.M.CM大賞作詞賞、A.C.C.CM大賞音楽賞を受賞。
- 1992年　有線放送特別賞を受賞。以後、音楽プロデューサーを中心に活動し、作詞家として提供した作品はこれまでに1,000曲に及ぶ。また、松任谷正隆主宰の音楽学校マイカミュージックラボラトリーで作詞講師を務めている。
- 2003年　プロデュースしたアーティストである船越由佳とプログレッシブ・ロック・ユニット活動を開始。
- 2009年　宮澤崇（ギター）、田中一光（ドラムス）を加え、プログレッシブ・ロック・バンドYuka & Chronoship結成。
- 2011年　1stアルバム『Water Reincarnation』で世界デビュー（MUSEA Recordsより世界31カ国でリリース）。
- 2013年
  - 2nd アルバム『DINO ROCKET OXYGEN』を世界31カ国でリリース。
  - フランスのプログレ・フェス「Prog' Sud 2013」に出演。
- 2014年　フランスのプログレ・フェス「Crescendo Fes 2014」に出演。
- 2015年
  - イタリアのプログレ・フェス「2Days Prog +1 2015 / Veruno Prog Fes」に出演。
  - 3rdアルバム『The 3rd Planetary Chronicles（第三惑星年代記）』でCherry Red Recordsよりイギリスデビューを果たす。

## 人物
中学生の頃からギターを弾き始める。高校時代（大阪府立寝屋川高等学校）はバンド活動に明け暮れるが、関西大学に現役合格。その後、箱バンとして音楽活動を続け、1979年に日本ビクター・オリジナルソングコンテストの全国大会で優勝し、翌80年にCBS・ソニーよりロック・バンド「LORELEI（ローレライ）」でデビュー。ミュージシャンのみならず、作詞家、音楽プロデューサーとして、ひとつの枠に収まることなく独自のスタイルで活動を続けている。

## バンド活動
1980年にCBSソニーよりロック・バンドLORELEI（ローレライ）でデビュー。その後、REICO（ビクター）、難波弘之とSENSE OF WONDER（BMGビクター）、小柴大造とWATER CLUB BAND（vap）を結成。現在は2009年に結成されたプログレッシブ・ロック・バンドYuka & Chronoshipを中心に活動している。

## 提供作品

### 作詞（抜粋）
JASRAC登録曲 約960曲

### あ行
- 浅倉大介（access）「COSMIC RUNAWAY」「Toy Box In The Morning」「1000年の誓い」
- 麻倉未稀「ビリー・ジーン」（訳詞）
- 五十嵐浩晃「あの朝」、「そよ風の頃」
- 池田政典「FORMULA WIND」「ROCK'N ROLL BAND」「Room Ocean View」「Quarterback」「明日へのセンタリング」「I'm running」「JAY-WALK」「MIDNIGHT ANGEL」
- 石川さゆり（SAYURI）「甘いスキャンダル」「あやまらなくていいの」「ウイスキーが、お好きでしょ」「余韻」
- 石川ひとみ「恋はダイスまかせ」「ジプシー・ナイト」「Tenderly」
- 泉洋次 & SPANKY「THE LAST CARD」
- 伊藤美紀「チョークのイニシャル」
- 伊藤美奈子「デリンジャー」「ともしび」「ベルベット・ブルー」「誘魚灯」「指切り」「グラスの中の青い海」「まどろみ」「さよならの休日」「きらめく季節」「冬の前ぶれ」「回転木馬の夜」「最後のレガッタ」「さよならは言わずに」「鏡のように」「もうあなただけ」
- 稲垣潤一「Special Thanks」
- 今井麻起子「Stormy Night」
- 今井優子「虹色のオーラ」
- 岩崎宏美「風の童話集（ジュヴナイル）」
- 岩沢幸矢「伝説の波は来ない」
- 詩子「Beginner」「15（いちご）白書 -GET ON-」「グランドホテル」「虹の彼方〜windy blue」など多数
- 内海和子「風はエンドレス・ストーリー」「そんなふうに見つめないで」
- 江崎まり「あなたが大好き」「ジャスト・ハッピー・バースデイ」「クリスマスに間にあわない!」
- 大沢逸美「Blue In Your Eyes」
- 大仁田厚「誰かのために」
- 岡田有希子「そよ風はペパーミント」
- 荻野目洋子「ハートブレイクをふっとばせ」
- 小沢なつき「プリズム・レインの彼方まで」「海まで10cm」
- THE ALWAYS「去年よりも君が好きさ」
- 欧陽菲菲「一番悲しい日」「流されて」「真夏の夜の夢」「悪い噂」

### か行
- 葛城哲哉「Bird In The Rain」
- 片山誠史「俺とおまえとあいつ」「おやじが嫌いだった」
- かとうゆかり「夕闇You&Me」「ルート・涙・セブンティーン」「アバンチュールに御用心」
- かないみか「陽のあたるステーション」
- カルロス・トシキ&オメガトライブ「Emmy Angel「Dream」「Matenro Island」「The Last Love Song」「海流のなかの島々」「Wind Gauge 〜風速計〜」「Half An Apple」「1000 Love Songs」「Subway Stories」「Last Train」「ヘミングウェイに逢える海」「Dear Favorite Music」「グレイの渚」「Miss Dreamer」
- 河内淳一「Born To Be Happy」「Listen To Me」「Summer Time Is Gone」など多数
- 川島なお美「Ash Wednesday」「雨よ急いで」「哀しみのマンハッタン」「ゼミナールは車の中で」「バス・ストップでまちぶせ」「イヴの忘れ物」「浮気なBirdie Boy」「0467」「バナナ・フィッシュにうってつけの日」「泣かないでピノキオ」
- 菊池桃子/ RA MU「Carnaval」「Rainy Night Lady」「オリエンタル・プレイボーイ」「片想い同盟」「水のシルクロード」
- 楠瀬誠志郎「April Rain に微笑みを」「HOMELESS HEART」「Movin' Night」
- 工藤静香「愛の漂流者」「嵐の夜のセレナーデ」「哀しみのエトランゼ」「No no no no〜琥珀のCocktail〜」
- 国実百合「秋色の街」「友だち以上」
- 国安修二「5月9日」「ねぇ」「針のない時計」「僕たちの失敗」「れいこ」など多数
- 倉沢淳美「元気ですか？」
- 桑島法子「Air Fish」
- クリスタル・ケイ「ONE」
- 小泉今日子「夏のタイムマシーン」「Live On Saturday Night」
- 郷ひろみ「鏡のラビリンス」
- 香坂みゆき「上昇気流から I love you」
- CoCo「Live Version」「明日の恋」「神様はいじわるじゃない」
- 小林彩子「いちばんの友だち」「風の地球儀」「冬のレインボー」「涙の花びら」

### さ行
- 斉藤満喜子「鏡の中のBaby Face」「ラスト・グッバイ」
- 斉藤由貴「Side Seat」「Who」「親知らずが痛んだ日」「上級生」「手のひらの気球船」「パジャマのシンデレラ」「振袖にピースサイン」「水の春」
- 酒井法子「あなたにホームシック」
- 崎谷健次郎「Because Of Love」「銀河の丘」「Perfect Day」「Tokyo Aquarium」「太陽にあふれて」
- 佐倉しおり「風はオーガンディー」
- 篠塚利夫「RAINY HEART」
- 柴咲コウ「君の声」
- SATOKO「風と雪の化身」
- ジャッキー・チェン「もう一度きかせて」
- 少年隊「哀しみのプリンセスへ」「しょげるなBABY」「反則！」「FRIDAY NIGHT」「永遠の恋人」「SWEET DERAMER」
- 庄野真代「名前のない国」
- SILK「Burst 1秒前!」「Lullaby」「Sunset in my heart」「サタデーナイト・スペシャル（RG14）」
- 杉浦幸「-045-」
- 杉山清貴「風のLONELY WAY」「プリズム・レインに包まれて」「君がここにいてほしい」「YOKOHAMA SUNDOWN」「brand-new day」「DOUBLE RAINBOW」「KONA WIND」「ROCK ISLANDS」「リトル・トーキョー」「STORMY NIGHTの向こう側」「OKINAWA IN MAY」「NOAH (虹の大陸)」「HOME TOWN」「イヴのオルゴール」「1945」「OVERSEAS CALL」「IN THE FAR EAST」「ギャツビー達の長い夜」「NORTH SHORE SHUFFLE」「THE BIG BLUE (dedicated to Jacques Mayol)」「Yellow Ribbon (On The Sea Gull Blvd.)」（杉山清貴と共作）「Whale Song」「Moonset～月のしずく～」「Nov.Storm 〜今年最後に来るハリケーン〜」「水の中の風」「風の強かった日」「燃える朝焼け」「FROM 0,FROM 100」「君がいてくれて」「心のHoliday」「Lovers Luck」「Seed Of Future」「終わらないレース」「夏が来たね」
- 鈴木聖美「ペルシアングラスの夜」
- 鈴木康博「一番遠い君」「この朝へ急ごう」
- 鈴木雄大「黒い鳥」
- 鈴木ユカリ「ときどき電話して」
- スターダスト・レビュー「Brand- New Wind」「Lonely Snow Bird」「Midnight Rainbow」「君のキャトル・ヴァン・ディス」「君のすべてが悲しい」「星空のアリーナ」
- 須藤薫「I'm Sorry」「My Favorite Songs」「心の中のプラネタリウム」「幸せの場所」「涙のランデブー」「8月生まれ」「フロントガラス越しに」「緑のスタジアム」など多数
- スリー・グレイセス「3度目の恋」
- Selfish「BAD COMPANY」
- 曾我泰久「2020」「The Swinging In The Rain」「Virgin Snow」「長い夢」「始まったばかりのストーリー」

### た行
- 高井麻巳子「木洩れ陽のシーズン」
- 髙橋真梨子「クロスワード」「ストライプ」
- 高橋洋子「思い出より遠く」
- 高橋良明「恋の3-2-1」「そよ風のサドル」「天使の反乱」「22.5cmのシンデレラ」「マドンナをおとせ」
- 田中裕子「純愛ノススメ」
- 田中友紀子「Rainbow Maker」「最後の夏休み」
- 田中陽子「陽のあたるステーション」「放課後の冒険者たち」「夢の中の待ちぼうけ」
- 田中律子「FRIENDSHIP」「High Windを追いかけて」「明日へのスラローム」「キライ！」「ネ！」「呼びすてのBAD BOY」
- 田原俊彦「朝焼けのサーファー」「バラード」
- 田村英里子「連れてって」「涙の半分」「ロコモーション・ドリーム」
- 田村ゆかり　「指切りしよう」
- 千葉美加「BRAND-NEW TOMORROW」「INTO THE NIGHT」「SHOOTING STAR」
- 土家里織「BOY」「なんとかして」
- 当山ひとみ「NORTH SHORE〜シェイヴ・アイスの少年達〜」「SCHOOL BAND」「VELVET MORNING」「YOU ARE ECSTASY」「愛しい人〜IT ALL COMES DOWN TO LOVE〜」（日本語詞）「罪」など多数

### な行
- 中川勝彦「Hopeless Doll －奇妙な6ヶ月間に捧げるララバイ－」「プラモデルの少年とビーズの少女」
- 中西圭三「一番君がしたかった事」「永遠のすれちがい」
- なかの綾「エピソード1」「スナック鯉〜エピソード2」「楽園のMoon Bar」
- 中原理恵「なりきれたらいいのにね」
- 中村あゆみ「裸足の摩天楼」
- 仲村知夏「BAD ANGEL」「BLACKLIST」「Too Young」「おろしたてのスニーカー」「好きさ！」「空と遊んでるのさ」「太陽のあいつ」
- 中山美穂「50/50」「BAD BOY」「By-By My Sea Breeze」「Linne Magic」「Singapore」
- 二名敦子「Wonderland 夕闇 City」「オレンジバスケット」「夏のシュプール」「ハートはオフショア」
- 西田ひかる「それぞれの日々へ」「Yes」「キ☆ス」「教会の見える丘」「好きだと言われた」
- 仁藤優子「約束はいらない」
- 野村宏伸「僕たちのアインシュタインの法則」

### は行
- ハイ・ファイ・セット　「GENESIS LOVE」「Paris Vision」「Shall We Dance Again? 〜恋する80's〜」「プラトニックしましょ」「星化粧ハレー」「真夜中のTV」「水色のワゴン」など多数
- 畠田理恵「風のアフロディテ」「渚のスカウト」「夜明けの月に悲しみを」
- 原田知世「どうしてますか」
- 光GENJI「Diamondハリケーン」
- BEGIN「OKINAWAN SHOUT」
- 姫乃樹リカ「DAY BY DAY」「HERE WE GO!～片想いからはじめよう～」「蒼いプラネット」「あと3分で恋が終わる」
- 廣重綾「You are you」「まだ見ぬ人」
- PINK SAPPHIRE「オールウェザー・ガール」「ハッピーの条件。」「夕映えの少年」
- 藤田朋子「空が痛い」「君に逢いたい」
- ブレッド&バター「Old Friends」「Two Answers」「湘南Moon」「センチメンタル・フレンド」「夏の音符」「ラヴィ・サンバ〜人生は過ぎる〜」
- BaBe「Brand-new Generation」「My Shiny Rain」「Kiss in your dream」「No Make Up」「Set Me Free 〜哀しみのFiness〜」「The Boy is Mine」「Thinking of you 〜あなたに夢中〜」「We are still in love」「気にしないで」
- 細坪基佳「もう一度」「交差点」「普通の日々」「君とぼくとあの夏」
- 堀川早苗「だいじょうぶ」
- 堀ちえみ「オルフェウスの窓」「52週目のSummer Moon」
- 本田美奈子「It's My Party」（訳詞）「私たちのTreasure」

### ま行
- 牧野由依「ジャスミン」
- 松田悟志「NIGHT〜夜は千の目を持ってる〜」「空の風力計」
- 松原みき「Sweet サレンダー」「WANGAN High Way」「シャンデリア・ミラージュ」
- 松本伊代「SHALL WE DANCE」「クレッセント・メモリー」「風のFMステーション」
- 松本梨香「第2章」
- 観月ありさ「エデンの都市」「君が好きだから」
- 南佳孝「グラスの中のブルー・ノート」「シルバー・シューズ」
- 南野陽子「パンドラの恋人」「吐息でネット。」「あなたを愛したい」「瞳のなかの未来」「涙の海で眠りましょう」「私たちのメリーゴーランド」「せいいっぱいの想い出」「ニュー・イヤー・イヴ」「ベルベット・シークレット」「呼びすてにしないで」「黄昏の図書館」「ムーン・ランデヴー」「海のステーション」「エイプリル・フール」「日曜日のクラスメート」「私だけ見てて」「星降る夜のシンフォニー」「オルゴール・セレナーデ」「雪の花片（はな）」「メルヘン・ロード」「真夜中のメッセージ」「ガラスの海で」「微笑みカプセル(Don’t worry my friend)」「帰りたくない」「Hello! Goodmorning」「カリブへ行きたい」「SPLASH」「マニキュアがかわく間に」「サマー・フレグランス」「さよならGirl」「涙の数、大人になれたら」「聖夜（クリスマス）物語」
- みのや雅彦「For you-孤高のヴィーナス-」「遠い初雪」
- 都はるみ「Dreaming on my life」「一番逢いたい人」「想いのままに」「深夜劇場」「白夜の旅人」「漂泊賦」
- 村田和人「ORLEANS〜想い出のオーリアンズ〜」「Moon Birds」「SKY LOVE」「Aと絵札」「FLYING SANTA CLAUS」「LOVE AGAIN」「鎌倉散歩」「さよなら逗子マリーナ」「少年サイダー」「堕落の夏」「ビートルズを聴いてはいけません」「二人乗り」「指切りもしない約束」「Slide on your season」「颱風少年」「Used Wagon」「High School Band」「Lost Hero」「絵日記の夏」「昔の彼女」「旅は道連れ」
- 米良美一「君でなければ」「銀河の丘」
- 森川美穂「フルフェイスとSummer Days」
- 森山良子「Lucky」「夏の恋人」

### や行
- 柳ジョージ「STAY 〜ボトルネックが泣いている〜」「アイム・ソー・プラウド」「Rain Is Gone」「Bluesy Sky 〜ダイスをころがせ〜」
- 山下久美子「Cry For The Moon」
- 山寺宏一「Cubeの世界」「いっしょに住もうよ」「ウタウ」「ジョンとヨーコみたいに」「なんとなく ついてない」「僕たちの行く先」など多数
- 山本潤子「朝の光」「時のかおり」
- 裕木奈江「冬の東京」「勇気がほしい」「春 夏 秋…」「優しい嘘」
- 雪村いづみ「ママは何でも知っている」
- 横田早苗「Summer Breeze」「ウ・ラ・ギ・リ・マ・ス」「時々ドキドキ」
- 芳本美代子「愛しのバカヤロー」「The Last Shadow Dance」「SECRET PASSION」「BAD BOY…」「No more telephone」「BE MY HERO」「Haute couture Love」「Hey there L.A.」「Sweet Reverberations」「Heartbreak Juliet」「YOUNGER THAN I」「その気」「トロピカルサイクロン」「I do love you」「私の中の悪魔」「さよなら私の部屋」「Once is not enough」
- 米倉千尋「FEEL ME」

### ら行
- 麗美「こごえる心」「花びらの舞う坂道」「CARRY ON」「鏡の迷路 (STRANGLED IN LOVE)」「君の友達でいたいから」「時のめぐりあい」「メビウスストーリー」「真夜中のシンフォニー」「誰かが君を待っている」「MOMMY HURRICANE」「哀しみのバスジャーニー」「どんなふうに」「空が一面海に見えた日」「だって」「風は明日へ」「真夜中のシンフォニー」「国際線」「すぐそばにいるの」「Ring!」「虹の朝 風の空」

### わ行
- 和田アキ子「TIME GOES BY」
- 渡辺真知子「中華街で乾杯」「夕暮れStation」「罠　One Night Love」

### プロデュースまたは作詞プロデュース
- 杉山清貴　「here & there」「SPRINKLE」（いずれもアルバム）
- 船越由佳　「プールのにおいの夏」「SILENT SUN」「Morning Bird」（いずれもアルバム）
- プリンセス・プリンセス　「TELEPORTATION」（アルバム）「世界でいちばん熱い夏」（シングル）
- 山寺宏一「Xデー」（シングル）「ウタウ」（シングル）「CUBE/9（キュウブンノキュウブ）」（アルバム）
- 芳本美代子　「MY」（アルバム）

### テレビアニメ主題歌
- 『アイドル伝説えり子』「涙の半分」「ロコモーション・ドリーム」　歌：田村英里子
- 『アイドル天使ようこそようこ』「陽のあたるステーション」　歌：田中陽子 / かないみか
- 『青いブリンク』（手塚治虫）「瞳のなかの未来」　歌：南野陽子
- 『うしおととら』「Resurrection〜天使たちの復活〜」「獣の槍」　歌：井口慎也 / 「誰かがおまえを狙ってる」　歌：佐々木望
- 『機動警察パトレイバー』「コンディション・グリーン」　歌：笠原弘子
- 『劇場版ポケットモンスター ダイヤモンド&パール ギラティナと氷空の花束 シェイミ』（2008年）
- 『元気ですか?』　歌：倉沢淳美
- 『ソニックX』
- 『ツバサ・クロニクル〜鳥カゴの国の姫君〜』「ジャスミン」　歌：牧野由依
- 『電脳警察サイバーコップ』
- 『まんがなるほど物語』エンディング主題歌
- 『燃えろ!トップストライカー』「異邦人〜ストラニエーロ〜」「ドリーム・ストライカー」　歌：島崎和歌子

### OVA
- 『REVIVE...〜蘇生〜 OP』「FEEL ME」　歌：米倉千尋
- 『鎧伝サムライトルーパー』

## 著書
- 『思いどおりに作詞ができる本』 （リットーミュージック / 2012年）
- 『マンガでわかる！作詞入門』 （リットーミュージック / 2020年）